# Chotyně
Chotyně (německy Ketten) je vesnice a spolu s osadou Grabštejn též obec na severu České republiky, v okrese Liberec, v Libereckém kraji. Leží asi 16 km severozápadně od Liberce na jihovýchodním okraji Hrádku nad Nisou. Touto vsí na úpatí Lužických hor protéká Lužická Nisa, na jejím okraji je Václavická přehrada, využívaná k rybaření. V Chotyni je mateřská a nižší stupeň základní školy. Obec má dvě části: samotnou Chotyni a osadu Grabštejn, ve které se nachází hrad Grabštejn. Žije zde přibližně 1 100 obyvatel.
Obec leží na železniční trati z Liberce do Hrádku nad Nisou, pokračující do německé Žitavy. Má silniční spojení s Hrádkem nad Nisou a Bílým Kostelem nad Nisou.

## Historie
Přesné datum vzniku obce není známo, první písemné zmínky o ní se datují do roku 1381. Roku 1409 se o vsi hovoří jako o Koetynu. Samotný původ tohoto jména již dnes není znám, lze se však domnívat, že je pozůstatkem nejstaršího keltského osídlení. Obec patřila k blízkému hradu Grabštejnu a původně měla ryze zemědělský ráz, až ve středověku se v ní dobývala železná ruda. Za husitských válek stálo Grabštejnské panství společně se Šestiměstím v protihusitském táboře, hrad Grabštejn byl v letech 1430–1435 okupován husity jako významný opěrný bod.
Grabštejnské panství se ve druhé polovině 16. století za místokancléře Jiřího Mehla ze Střelic začalo rychle rozvíjet. Tento nový hradní pán se pustil do těžby mědi, zinku, stříbra a olova a budoval hamry. Tento rozvoj však zároveň způsobil zhoršení životních podmínek poddaných panství, což vyústilo v sérii krvavých rebelií, největší z nich byla roku 1680 vedena chotyňským rychtářem.
Rozmach pokračoval také ve století osmnáctém, kdy se zde začal těžit lignit a kdy Gallasové založili v nedalekém Hrádku nad Nisou jednu z prvních textilních manufaktur v zemi na výrobu bavlněného zboží, která však záhy zkrachovala. Roku 1713 je obec označována již jako Ketten. V 19. století bylo v okolí založeno několik strojírenských a chemických továren. Celkem bylo v okolí Chotyně na přelomu století 64 různých podniků. Jejich rozvoj byl podpořen také rozvojem infrastruktury, když byla v letech 1857–59 dokončena železniční trať ze Žitavy do Liberce a roku 1842 byla Chotyně napojena na císařskou silnici mezi těmito dvěma městy.
Roku 1919 je obec uváděna nejprve jako Chotyň a roku 1923 již jako Chotyně. Přesto se většina obyvatel Hrádecka v této době hlásila k německé národnosti. V Chotyni byly dávno objeveny léčivé železité prameny, proto zde byly zřízeny nevelké lázně „Wartburg“, kde se léčilo revma, dna a chudokrevnost. Tyto lázně však po druhé světové válce již nebyly v provozu a samotný lázeňský objekt byl zbourán. V červenci 1945 došlo v Chotyni k výbuchu muničního skladu, který si vyžádal patnáct lidských životů, mezi nimi osmi českých vojáků. Chotyně byla dlouhou dobu částí Hrádku nad Nisou, odtrhla se od něj po roce 1989.
V srpnu roku 2010 obec zasáhly (spolu s dalšími okolními obcemi) ničivé bleskové povodně, které způsobily obrovské škody.

## Části obce
- Chotyně (Ketten)
- Grabštejn (Grafenstein)

## Zajímavosti a pamětihodnosti
- Státní hrad a zámek Grabštejn ze 13. století je dominantou celého okolí.